# Gautschen

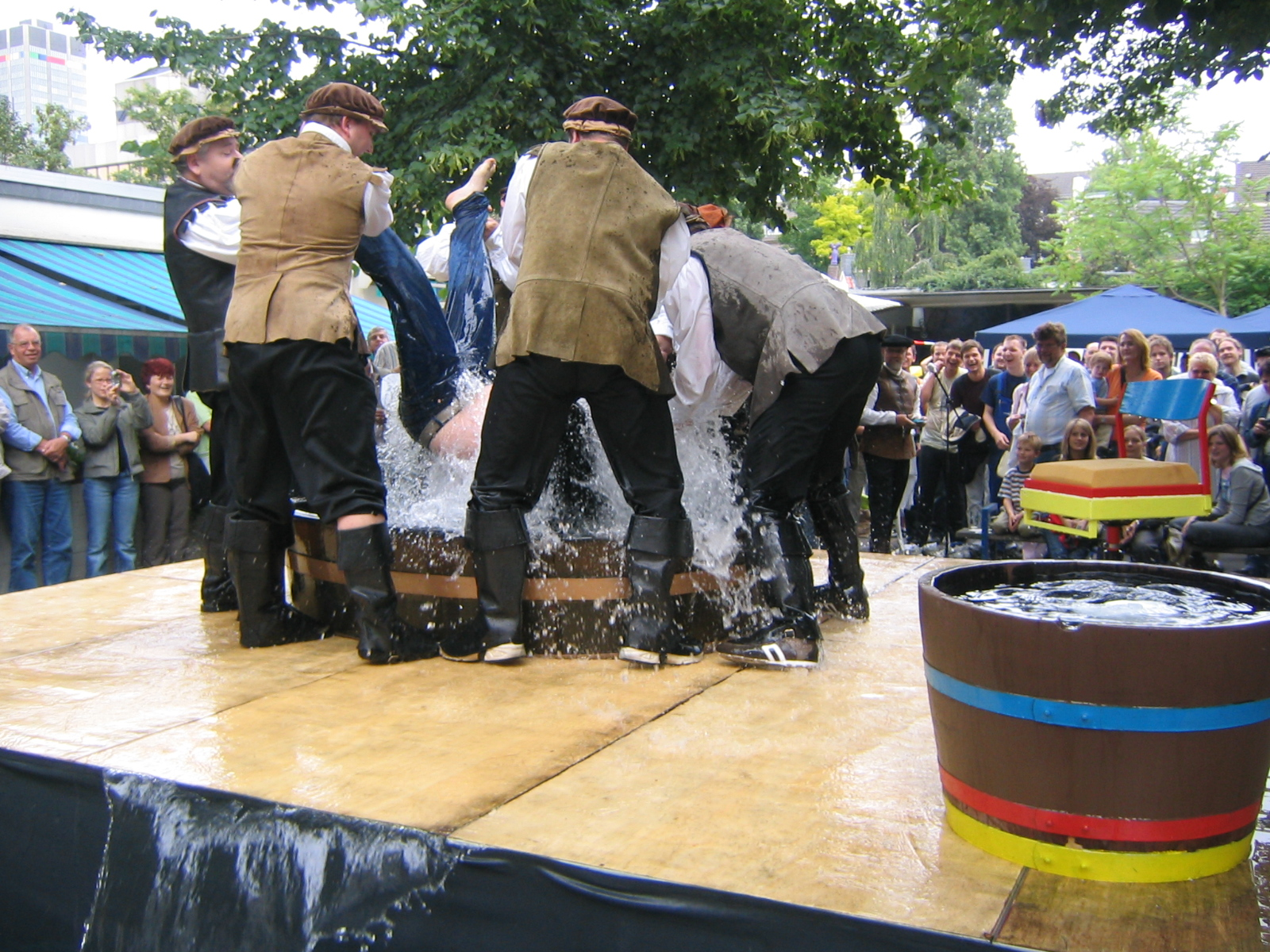
Gautschen eines Druckerlehrlings 2004 in Düsseldorf

Gautschen ist ein bis ins 16. Jahrhundert rückverfolgbarer Buchdruckerbrauch, bei dem ein Lehrling nach bestandener Abschlussprüfung im Rahmen einer Freisprechungszeremonie in einer Bütte untergetaucht und/oder auf einen nassen Schwamm gesetzt wird.
In seiner ursprünglichen Bedeutung bezeichnet der Begriff „Gautschen“ den ersten Entwässerungsschritt nach dem Schöpfen des Papiers, das Ablegen des frisch geschöpften Papierbogens vom Sieb auf eine Filzunterlage.

## Gautschen als alter Schriftsetzer- und Buchdruckerbrauch
Zur Gautschzeremonie eine Beschreibung aus dem 17. Jahrhundert:

„Wolan es muß das groben Schwein / Mit sonderm Fleiß behobelt seyn / Knecht / Hilff mir lustig machen.“

Und nachdem bereits einiger Schabernack getrieben worden war:

„Nun ist er heraus der böse Zahn / Gib die Pommad’ her mein Compan / Den Bart ihn anzustreichen: Auf daß dem schönen Jungfern-Knecht / Ein jeder mög’ ansehen recht / Die Hund’ ihn auch beseichen.“

## Beteiligte
Zu einem Gautschakt gehören neben dem Gäutschling (auch Kornut genannt) der Gautschmeister, der erste und zweite Packer sowie der Schwammhalter. Meist gibt es noch eine unterschiedliche Zahl an Zeugen oder mehrere Packer, die auch auf dem Gautschbrief ihre Anwesenheit durch Unterschrift bekunden. Nass geht es noch immer zu, wenn gegautscht wird. Aber nicht nur der Täufling wird nass, sondern oft auch die Packer, Zuschauer und auch Ehrengäutschlinge, welche vorher nichts von ihrem „Glück“ wissen.

## Ablauf
Dem Lehrling wird nicht mitgeteilt, wann genau er gegautscht wird. Gelingt es ihm nämlich, den Packern und somit dem Gautschen zu entfliehen, muss er das Gautschfest nicht selber bezahlen. Auf den Ruf des Gautschmeisters „Packt an!“ wird der Jünger gefasst, in eine mit Wasser gefüllte Bütte oder, wenn die Beteiligten es weniger drastisch gestalten wollen, auf einen mit Wasser durchtränkten Schwamm gesetzt. Bei manchen Druckereien wird zur Taufe ein in der Nähe des Betriebes liegender Brunnen herangezogen. Jedenfalls muss zumindest dafür gesorgt werden, dass das Hinterteil gehörig angefeuchtet wird. Da aber der Jünger sich oft tapfer wehrt, um sich schlägt und beißt, gelingt das Anpacken oft nicht auf den ersten Angriff. Je mehr er sich wehrt, desto mehr wird er auch noch von oben herab begossen, sodass der Jünger am ganzen Körper pudelnass wird. Gelegentlich wird das Gautschen als symbolische Maßnahme betrachtet, um angeblich die schlechten Gewohnheiten aus der Lehrzeit abzuwaschen.

## Gautschspruch, Gautschfest und Gautschbrief

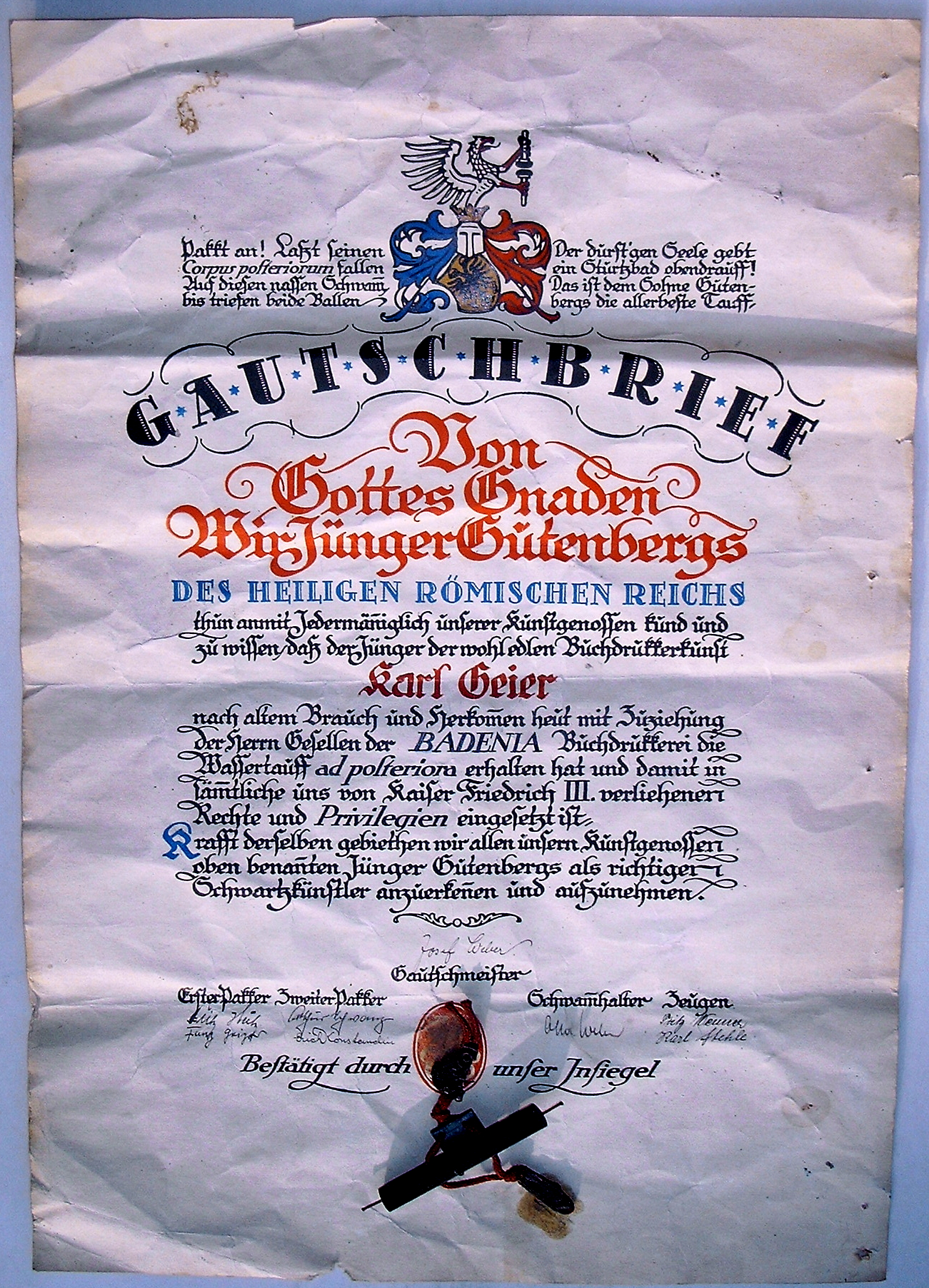
Gautschbrief der Badenia Buchdruckerei, ca. 1930

Während des Gautschens hält der Schwammhalter eine launige Ansprache an den Jünger und das umstehende Publikum.

„Pakkt an! Lasst seinen Corpus Posteriorum fallen auf diesen nassen Schwamm bis triefen seine beide Ballen. Der durstigen Seele gebt ein Sturtzbad oben-drauf das ist dem Sohne Gutenbergs die beste Tauff.“

Dazu der Text eines Gautschbriefes der VEB Graphischen Kunstanstalten in Leipzig vom 28. Juni 1952:

„Von Gutenbergs Gnaden thun wir Jünger Gutenbergs zu Leipzig jedem unserer Kunstgenossen kund und zu wissen / dass der Jünger der wohledlen Buchdruckerkunst Eckert, Paul nach altem Brauch und Herkommen heut mit Zuziehung der Gesellen untbenamster Offizin die Wassertauf ad posteriora erhalten hat und damit in sämtliche uns von dem Kaiser Friedrich III. verliehenen Rechte und Privilegien eingeführet ist. Kraft derselben gebieten wir allen unseren Kunstgenossen obenbenamsten Jünger Gutenbergs als ehrbaren Schwartzkünstler und rechtmäßigen Gesellen anzuerkennen.“

In einem anderen Gautschbrief aus Bern um 1900 heißt es:

„Den alten Kunstgebrauch zu ehren, Thät er sich weder sträuben noch wehren. Erhielt die üblichen drei Stöße auf den Arsch. Und zappelte dabei wie ein Barsch. Darauf bezahlte er blank und bar Das altbekannte Gautschhonorar.“

Den Gautschbrief mit Buchdruckerwappen, der die Taufe als Jünger Gutenbergs bestätigt, erhält der Gäutschling erst am Gautschfest, zu dem er seine Betriebskollegen nach der Gautschete einzuladen hat. Es soll Betriebe geben, die einen neuen Mitarbeiter bei Stellenantritt nach seinem Gautschbrief fragen und sofern er keinen vorweisen kann, muss das Gautschen nachgeholt werden.

## Gautschen im 21. Jahrhundert

### Allgemein
In der Gegenwart werden außer Setzern und Druckern ebenfalls Druckvorstufentechniker und manchmal auch Mediengestalter hin und wieder noch gegautscht, obschon sie alltäglich nicht mehr mit Druckerschwärze in Berührung kommen, so zum Beispiel bei der Mainzer Johannisnacht, dem Berliner Oberstufenzentrum Druck- und Medientechnik, der Leipziger Gutenbergschule, der HTWK Leipzig, der Berliner Hochschule für Technik (BHT), der Macromedia Akademie München (Berufsfachschule), dem BSZ Bau und Technik in Dresden, der Landesberufsschule Medien & Drucktechnik in Neumünster, August Bebel Schule in Hanau-Steinheim, am Albrecht-Dürer-Berufskolleg in Düsseldorf und an einer privaten Fachschule  in Biberach an der Riß findet jährlich zum Schulabschluss eine traditionelle Gautschfeier statt.
In Österreich werden die Absolventen des Ausbildungszweiges Druck- und Medientechnik der Graphischen in Wien in einer traditionellen Zeremonie gegautscht.

### Gautschen in Mainz, der Heimatstadt Gutenbergs
In Mainz findet das weltweit größte öffentliche Gautschen zu Ehren Gutenbergs bei der Mainzer Johannisnacht statt. Mehrere Tausend Besucher wohnen dem Spektakel auf dem Mainzer Liebfrauenplatz jedes Jahr bei. Gegautscht werden Auszubildende des Graphischen Gewerbes der Mainzer Berufsschule. 2014 wurde Harro Neuhardt neuer Gautschmeister, ihm folgte 2022 Jürgen Schunk. Mit seinem Team, den Jüngern Gutenbergs, wird ab dem Jahr 2014 auch ein Ehrengautschbrief in Mainz verliehen. Preisträger sind Personen, die sich um das Graphische Gewerbe oder im medialen Sektor verdient gemacht haben.
- Preisträger 2014: Sven Hieronymus (Kabarettist und Musiker)
- Preisträger 2015: Sven Gerich (ehemaliger Oberbürgermeister der Landeshauptstadt Wiesbaden)
- Preisträger 2016: Günter Beck (Bürgermeister der Landeshauptstadt Mainz)
- Preisträger 2017: Frank Bsirske (ehemaliger Vorsitzender der Dienstleistungsgewerkschaft ver.di)
- Preisträgerin 2018: Margit Sponheimer (Sängerin und Schauspielerin)
- Preisträger 2019: Frank Golischewski (Sänger, Komponist, Regisseur)
- 2020 kein Preisträger wegen Corona
- Preisträger 2021: Jürgen Kipp (Buchwissenschaftler, Leiter der Mainzer Minipressenmesse und Gründer des Mainzer Büchermarktes)
- Preisträger 2022: Oliver Valentin (Mitorganisator der Mainzer Johannisnacht)

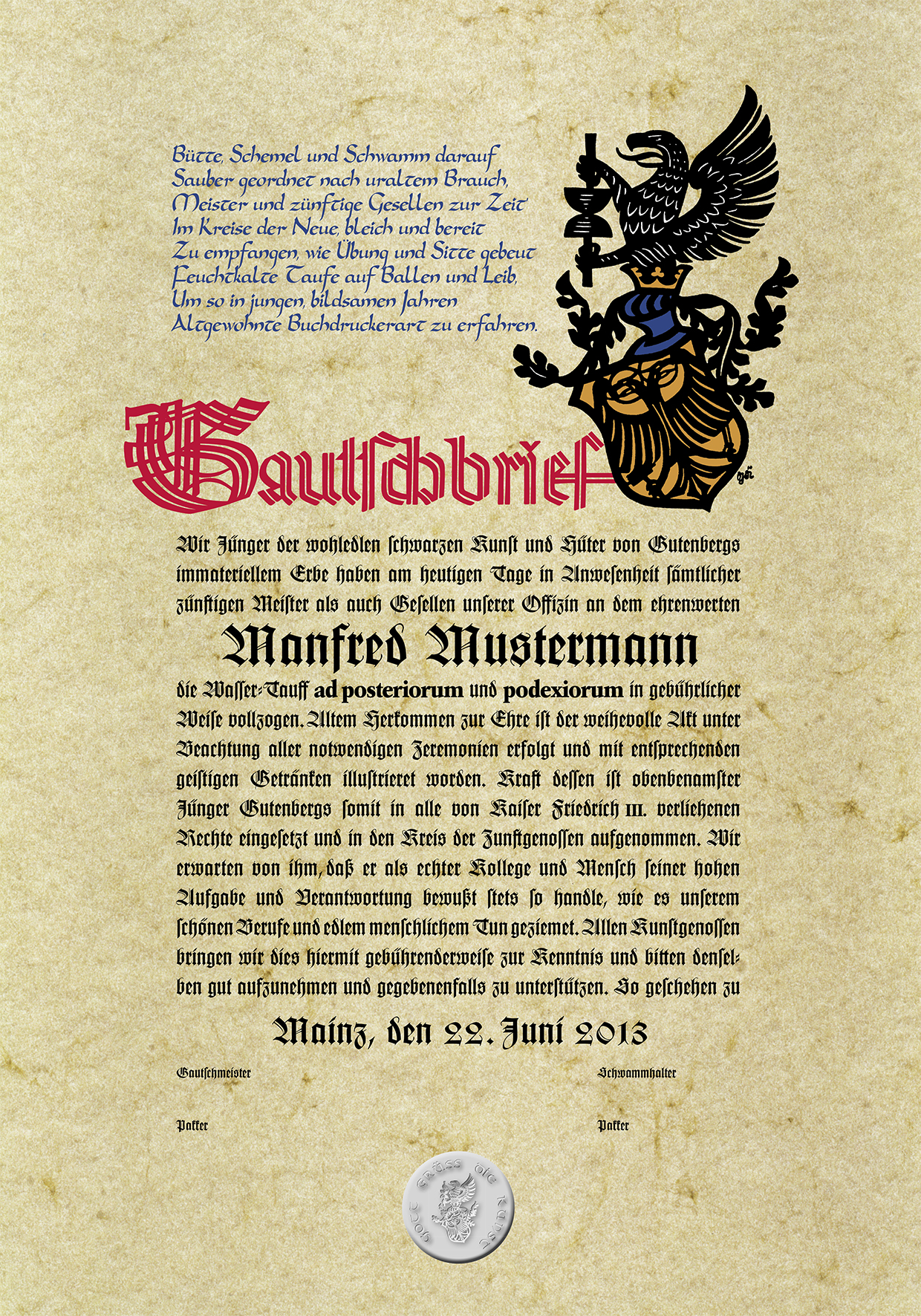
Mainzer Gautschbrief
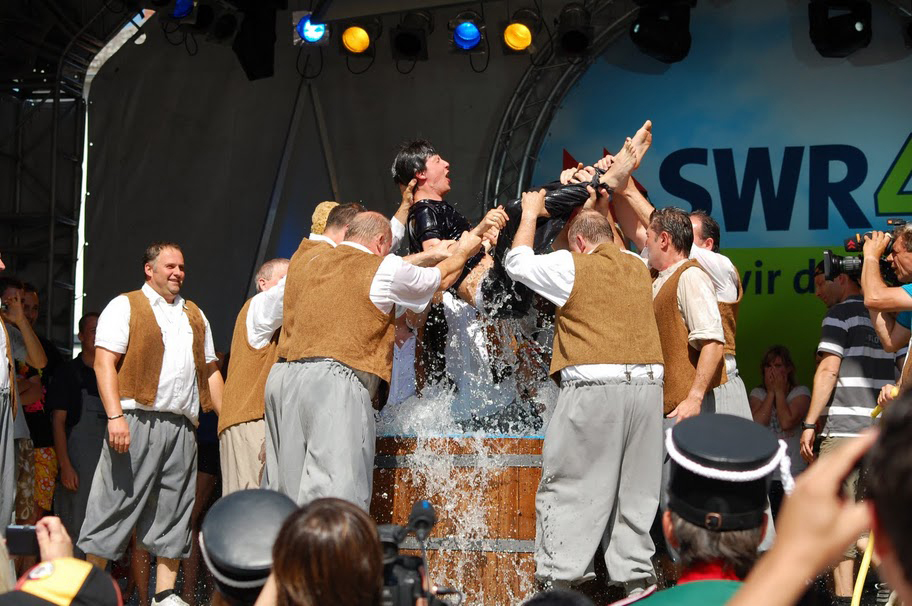
Gautschen bei der Mainzer Johannisnacht
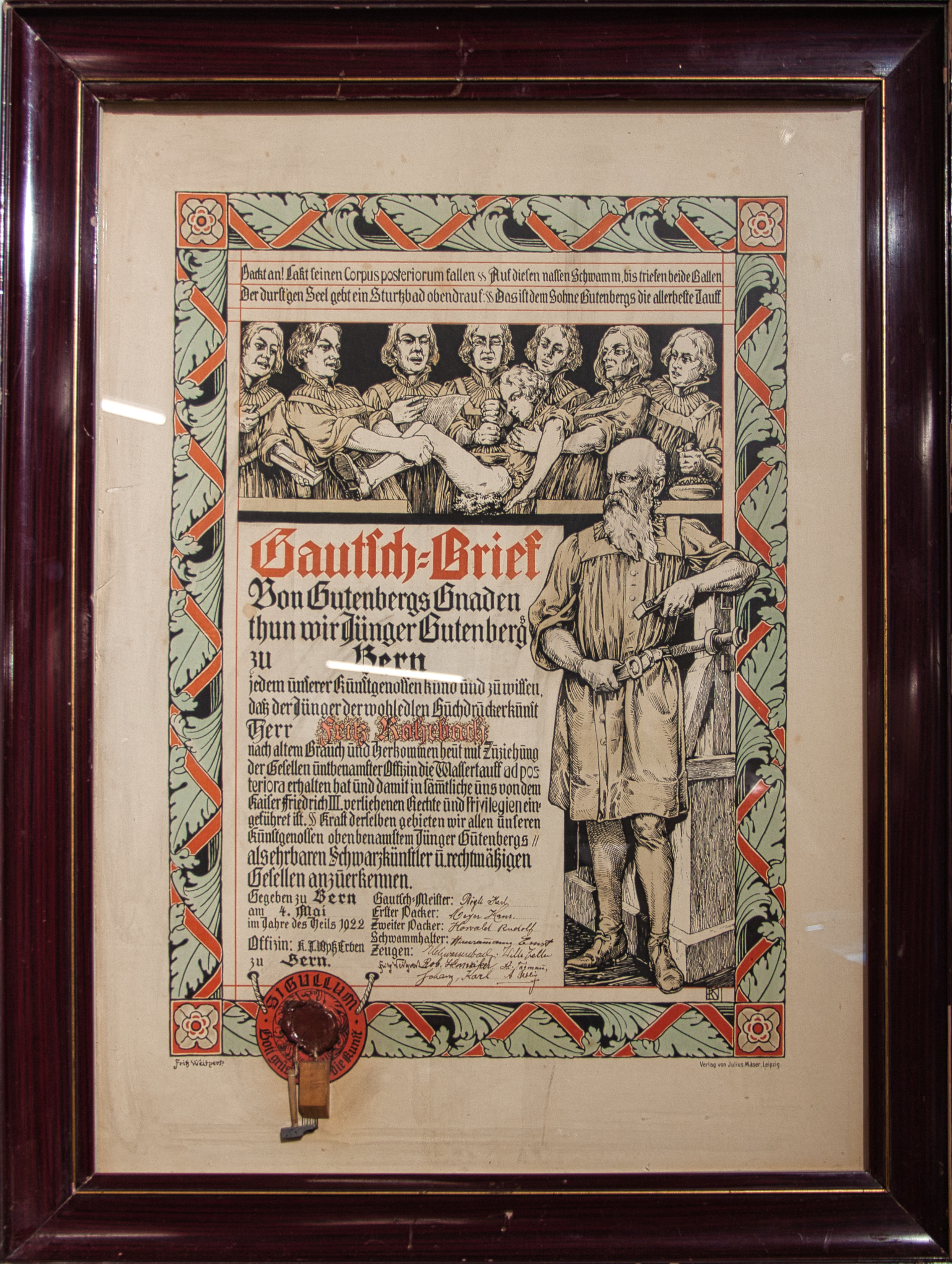
Berner Gautschbrief in der Enter Technikwelt Solothurn

## Weblinks

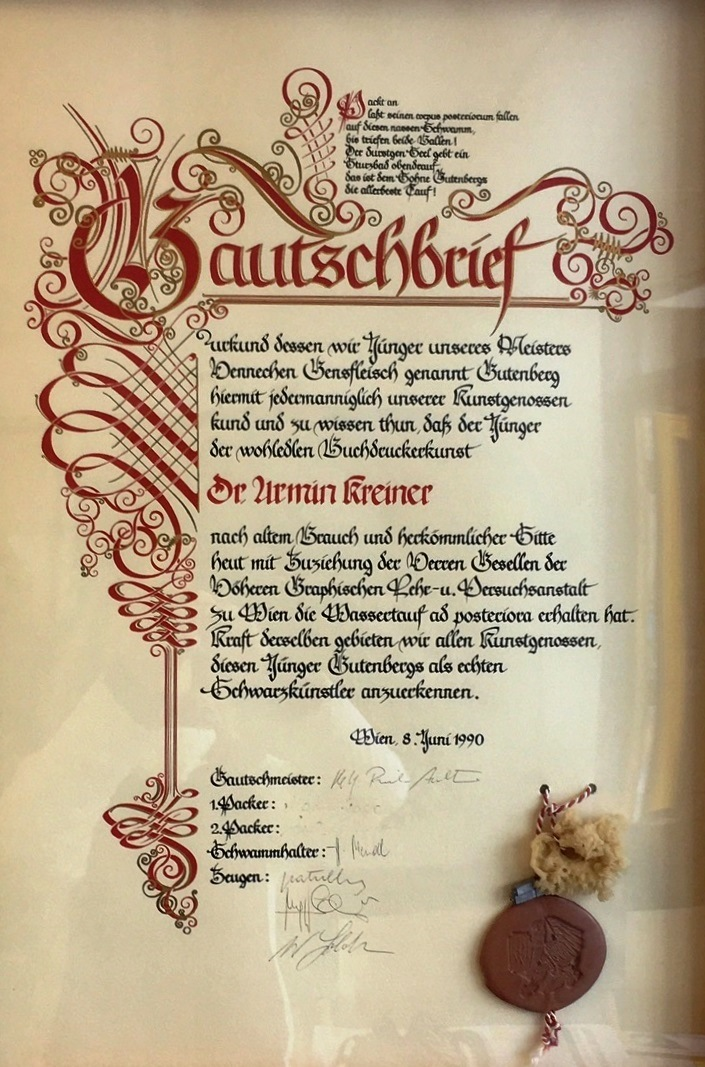
Gautschbrief – Urkunde für den Meister der Buchdruckerkunst, ausgestellt im Jahr 1990 in Wien